# فاديم نيمكوف
فاديم الكسندروفيتش نيمكوف (بالروسية: Вадим Александрович Немков؛ مواليد 20 يونيو 1992) هو مُقاتل فنون قتالية مختلطة روسي.

## وصلات خارجية
- فاديم نيمكوف على موقع بيلاتور (الإنجليزية)
- فاديم نيمكوف على موقع شيردوغ (الإنجليزية)
- فاديم نيمكوف على موقع Tapology.com (الإنجليزية)
- فاديم نيمكوف على موقع فايت ماتريكس (الإنجليزية)
- فاديم نيمكوف على موقع إي إس بي إن (الإنجليزية)
- فاديم نيمكوف على موقع IMDb (الإنجليزية)